# Le Testament du père Leleu
Le Testament du père Leleu est une farce paysanne en trois actes de Roger Martin du Gard. Écrite au mois d'août 1913 et dédiée à Jacques Copeau, elle est représentée en février 1914 au Théâtre du Vieux-Colombier, interprétée par Charles Dullin et Gina Barbieri.

## Personnages
- La Torine
- Le père Leleu
- Le père Alexandre
- Le notaire

### Édition moderne
- Roger Martin du Gard, Œuvres complètes : Volume II, Paris, NRF / Gallimard, coll. « Bibliothèque de la Pléiade » (no 114), 1995 (1re éd. 1955), 1434 p. (ISBN 2-07-010344-7), p. 1129-1163